# Saint-Antoine (Occitania)
Saint-Antoine è un comune francese di 210 abitanti situato nel dipartimento del Gers nella regione dell'Occitania.

## Società

### Evoluzione demografica
Abitanti censiti